# British Land
 (décembre 2020).
Si vous disposez d'ouvrages ou d'articles de référence ou si vous connaissez des sites web de qualité traitant du thème abordé ici, merci de compléter l'article en donnant les références utiles à sa vérifiabilité et en les liant à la section « Notes et références ».
The British Land Company PLC (LSE : BLND) est une des plus grandes entreprises de développement et d'investissement immobilier du Royaume-Uni. Elle s'est convertie en Société d'Investissement Immobilier cotée (Real Estate Investment Trust) quand le régime est apparu au Royaume-Uni, en 2007. Son siège est situé à Londres, dans le quartier de Marylebone. Elle est cotée à la Bourse de Londres, où elle fait partie de l'index FTSE 100.

## Histoire
British Land a été fondée en 1856 comme ramification de la National Freehold Land Society formée en 1849 par les deux architectes en chef du mouvement de propriété foncière libre, Richard Cobden et John Bright. Les deux hommes étaient des grands supporters d'un mouvement pour étendre l'émancipation. Pour être admissible à un vote parlementaire, il était alors nécessaire d'être propriétaire d'une terre et l'objet principal du Conseil national d'émancipation était de faciliter l'acquisition de petites parcelles de terre par le peuple. Pour ce faire, la British Land Co. achèterait une partie de terre et par la suite la revendrait avec les meilleures conditions possibles à n'importe quel consommateur qui voulait l'acheter. Avec l'extension de la franchise cette raison cessa de gouverner les opérations de la British Land Co et elle commença à se comporter comme une entreprise normale vers la fin du XIXe siècle.
En mai 2005, British Land annonça qu'elle avait accepté d'acheter la compagnie publique limitée Pillar Property pour la somme de 811 millions de livres sterling (comptant) pour amplifier son pouvoir sur le secteur des propriétés en dehors de la ville.
Entre 1970 et 2006, l'entreprise fut présidée par Sir John Ritblat, une des figures les plus connues dans le secteur des propriétés britanniques, pour qui sa royauté fut annoncée dans la liste des honneurs du nouvel an de 2006[réf. nécessaire].

## Actionnaires
Liste des principaux actionnaires au 30 octobre 2019 :
| Norges Bank Investment Management     | 5,25% |
| Invesco Asset Management              | 4,71% |
| APG Asset Management                  | 4,05% |
| GIC Pte Ltd. (Investment Management)  | 3,68% |
| Legal & General Investment Management | 3,64% |
| Capital Research & Management (World) | 3,59% |
| The Vanguard Group,                   | 3,42% |
| BlackRock Fund Advisors               | 3,39% |
| Woodford Investment Management        | 2,64% |
| BlackRock Advisors (UK)               | 2,53% |

## Opérations
En date du 31 mars 2009, le portefeuille de la société est évalué à 8,6 milliards £. Plus de la moitié du portefeuille est investie dans la vente au consommateur. Cela inclut le centre commercial Meadowhall à Sheffield, qui est un des plus grands en Grande-Bretagne, et un très grand nombre de propriétés qui ont été achetées et louées à de grands détaillants tels que Tesco, Sainsbury's, House of Fraser et Asda. L'autre partie principale de ses actifs est investi dans les bureaux, qui se trouvent presque tous au centre de Londres. Cela inclut la Broadgate Estate près de la Gare de Liverpool Street, et Regent's Place, près de la station Euston. British Land a été impliquée dans Broadgate, qui est un des plus grands projets de développement immobilier à Londres dans les récentes décennies et qui est encore incomplet, depuis 1984. Après avoir fait une suite d'acquisitions sur la zone au fil des ans, elle prit possession de la dernière partie du développement en 2003.
En 2004, elle a reçu l'autorisation de planification d'un gratte-ciel de Richard Rogers construit au 122 Leadenhall Street dans la ville de Londres, bâtiment qui deviendra l'un des plus hauts de l'Europe occidentale. La construction de la tour débuta en octobre 2007 et était censée être terminée en 2011, mais la construction pourrait se terminer plus tard à cause du climat économique actuel. La société a actuellement des plans pour étendre Regent's Place, jusqu'à la rue Osnaburgh avec deux nouveaux bâtiments à usage mixte conçu par Terry Farrell et Wilkinson Eyre. En 2008, il a été annoncé que la compagnie sera chargée de reconstruire la station Euston. British Land a aussi proposé la construction du 103 Colmore Row à Birmingham.